# 김윤희 (가수)
김윤희(2002년 4월 4일 ~)는 대한민국의 가수다. 2019년《비가 내려》로 데뷔했다.

## 방송
- 판타스틱 듀오 (2016) - 이문세편 우승
- K팝스타 6 더 라스트 찬스 (2016) - Top6
- 내일은 국민가수 (2021) - Top111

## 음반
- 판타스틱 듀오 Part.21 (2016)
- K팝 스타 시즌6 'Officially Missing You' (2017)
- K팝 스타 시즌6 TOP10 Part.2 (2017)
- K팝 스타 시즌6 TOP8 Part.2 (2017)
- K팝 스타 시즌6 TOP6 (2017)
- 비가 내려 (2019)
- 나는 나, 이제는 나를 더 사랑하고 싶어 (2019)
- ABC (2020)
- 비 오는 거리 (2020)
- 흰 눈이 내려와 (2020)
- 봄이 있던 곳 (2021)
- 김윤희 1st Album '스물, 안녕' (2021)